# Sutge

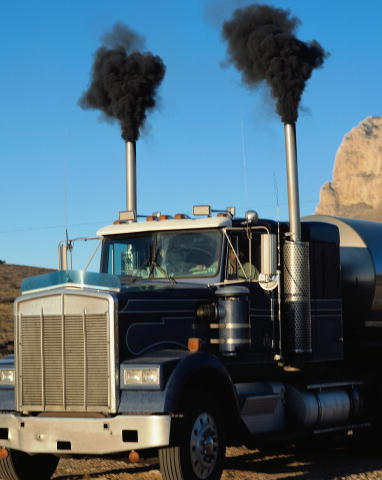
Emissió de grans quantitats de sutge per un camió dièsel.

El sutge, sutja, estalzim, estalzí o negre de fum és un terme general per a referir-se a les partícules sòlides molt petites, des d'uns 100 nanòmetres (100 nm) fins a 5 micres (5μm), que es produeixen per la combustió incompleta del carbó i altres hidrocarburs combustibles. Més pròpiament el terme queda restringit al producte del procés de la combustió en fase gasosa, però és comú també d'incloure-hi les partícules residuals de combustibles com ara carbó, fusta carbonitzada, coc de petroli, etc., que poden convertir-se en una suspensió en l'aire durant la piròlisi. La fase gasosa del sutge conté hidrocarburs policíclics aromàtics (PAHs). Els PAHs del sutge són mutàgens i estan classificats com a "carcinògens coneguts en humans" per la International Agency for Research on Cancer (IARC).
Es mantenen en l'aire i fan que es torni d'un color grisós i menys transparent. Les conseqüències són:
- Un augment de la brutícia a les ciutats
- El deteriorament dels edificis i els monuments.
- A més, si s'inhala de manera continuada pot produir malalties pulmonars diverses.

Les partícules del sutge en la seva majoria estan compostes de carboni impur polvoritzat i generalment de colors foscos o negrencs resultants de la combustió incompleta. El seu aspecte és similar a la cendra però amb un to més negre.
Quan prové de la cremació de combustible dièsel, pot contenir absorbits hidrocarburs, compostos principalment per lubricants i combustible sense cremar. A més poden contenir altres sòlids com òxids i sulfats.
També se'n poden trobar restes en la part interna dels transformadors de potència refrigerats amb oli dielèctric després d'haver passat una fallada interna.
Es fabrica industrialment sota el nom de negre de fum a partir de combustibles rics en compostos aromàtics.

## Descripció
Les característiques del sutge depenen fortament de la composició del combustible que es fa servir. La producció de sutge en naftalens és més gran que en combustibles benzènics i a la vegada aquests en produeixen més que els combustibles alifàtics. En canvi, dins dels combustibles alifàtics no es pot establir una tendència de producció de sutge entre alcans, alquens i alquins, ja que això depèn molt de la flama que es fa servir. El fet que es produeixi més sutge en els combustibles aromàtics que en els alifàtics es pot explicar perquè els mecanismes de formació són diferents. Els combustibles alifàtics primer formen acetilens i poliacetilens en un procés lent. Els aromàtics, en canvi, poden passar per aquest mecanisme o un altre de més directe que implica la condensació d'anells o polimerització a l'estructura ja existent.
La producció de sutge en una flama és un procés complex amb diverses reaccions químiques en sèrie. En la zona de piròlisi-combustible de la flama, típicament clara o blava, les partícules de combustible es degraden en diversos fragments incloent estructures de carboni en anell (acetilè) (C₂H₂), el radical C₃H₃ (i de més alt ordre), com també en hidrogen monoatòmic. El procés de combustió continua i els radicals es combinen en altres estructures donant lloc a la calor. En la combustió perfecta el sutge es descompondria fins a gairebé pur CO₂ i H₂O; només en la combustió incompleta es pot formar sutge i escapar de la flama.
El sutge normalment es forma a uns 1400 °C, formant un excel·lent radiador de cos negre dels colors dins l'espectre de groc a vermell. El típic color groc d'una flama de fusta es forma principalment per la formació dins de sutge calent.
És una forma amorfa de carboni en forma de pols. En canvi, el sutge en fase gas conté hidrocarburs policíclics aromàtics que són mutàgens i estan classificats com a “carcinògens per a l'ésser humà” per la Agencia Internacional de Recerca del Cancer (IARC).

## Perillositat
El sutge, en particular els gasos contaminants provinents de la combustió dièsel, representa més d'una quarta part del total de la contaminació perillosa de l'aire, i un percentatge molt elevat de ser el causant de malalties i morts per contaminació.
Una exposició prolongada a la contaminació atmosfèrica de sutge augmenta el risc de malalties cardíaques coronàries, segons un important estudi publicat l'any 2007 a la revista New England Journal of Medicine. Els gasos de combustió dièsel (DE) tenen una gran contribució a la combustió de la qual deriva la contaminació atmosfèrica de partícules. En diversos estudis experimentals amb humans en cambres d'exposició els DE han estat relacionats a una disfunció vascular aguda i a un augment de la formació de coàguls sanguinis. Això serveix com un vincle plausible entre l'associació descrita prèviament entre la contaminació atmosfèrica de partícules i l'augment de la morbiditat i la mortalitat cardiovascular.

## Paper en el canvi climàtic
La concentració de negre de carbó (BC) a l'atmosfera a conseqüència del sutge és una causa molt rellevant de l'escalfament de l'atmosfera que genera canvi climàtic. El sutge podria tenir un impacte enorme en el delicat ambient àrtic accelerant el desglaç, alterant les temperatures i canviant patrons del temps.
Hi ha dues fonts principals de l'emissió de BC a escala mundial: la crema de combustible fòssil i la crema de la biomassa. L'intergovernamental (IPCC) AR-4 publicat l'any 2007 suggereix que la força radiativa d'aquestes fonts combinades és +0.44 ± 0.13 Wm-2. Quan les grans quantitats de sutge s'incorporen a l'atmosfera, creen una calitja que absorbeix l'energia del sol. El negre de carbó és una substància que absorbeix la radiació solar i no permet que la radiació reflectida per la superfície terrestre surti de l'atmosfera, de manera que eleva la temperatura del planeta.
El negre de carbó pot viatjar llargues distàncies per l'atmosfera terrestre en un recorregut en el qual es barreja amb altres aerosols, com nitrats, sulfats i cendres. Aquesta barreja origina columnes de núvols marrons de 3 a 5 quilòmetres de gruix que no deixen que la radiació solar visible arribi a la superfície terrestre, fet que danya el cicle de l'hidrogen i escalfa l'atmosfera.
Dorothy Koch i James Hansen, científics del clima a l'Institut de Goddard de la NASA per als estudis de l'espai (GISS), van modelar el transport de les partícules de negres de carbó al voltant del món usant el model general de la circulació del GISS. Van observar que el sutge en l'atmosfera està més concentrat al sud-est i est de la Xina, on la indústria emet negre de carbó a l'atmosfera, i en Àfrica central, on els focs s'utilitzen extensament en l'agricultura. Altres regions amb altes concentracions de sutge són els Estats Units, Europa central i l'Índia. El model també revela que en comptes d'estar net de sutge, l'Àrtic està cobert amb calitja negra del carbó. A prop de la tercera part de la calitja, en opinió de Koch i de Hansen, ve d'Àsia, l'altra tercera part ve del foc cremat al món, i la resta ve dels Estats Units, Rússia i d'Europa.
El sutge no roman a l'atmosfera i cau amb la pluja o amb pols a la superfície. La investigació de Koch i de Hansen revela que el sutge pot recórrer distàncies més llargues que la creguda prèviament, amb concentracions més altes, arribant a zones de l'àrtic llunyà. Quan el sutge negre cau a la neu del gel àrtic, fa que la superfície sigui més fosca i que absorbeixi més l'energia solar. Aquesta energia addicional fa que la neu es fongui més ràpidament. Segons un estudi fet per Conant et al. (2003) es determina que la dispersió simple d'albedo (ω) d'una partícula de negre de carbó a 500 nm de longitud d'ona i 80% d'humitat relativa és de 0,226. Hi ha refredament atmosfèric però també s'observa un escalfament.

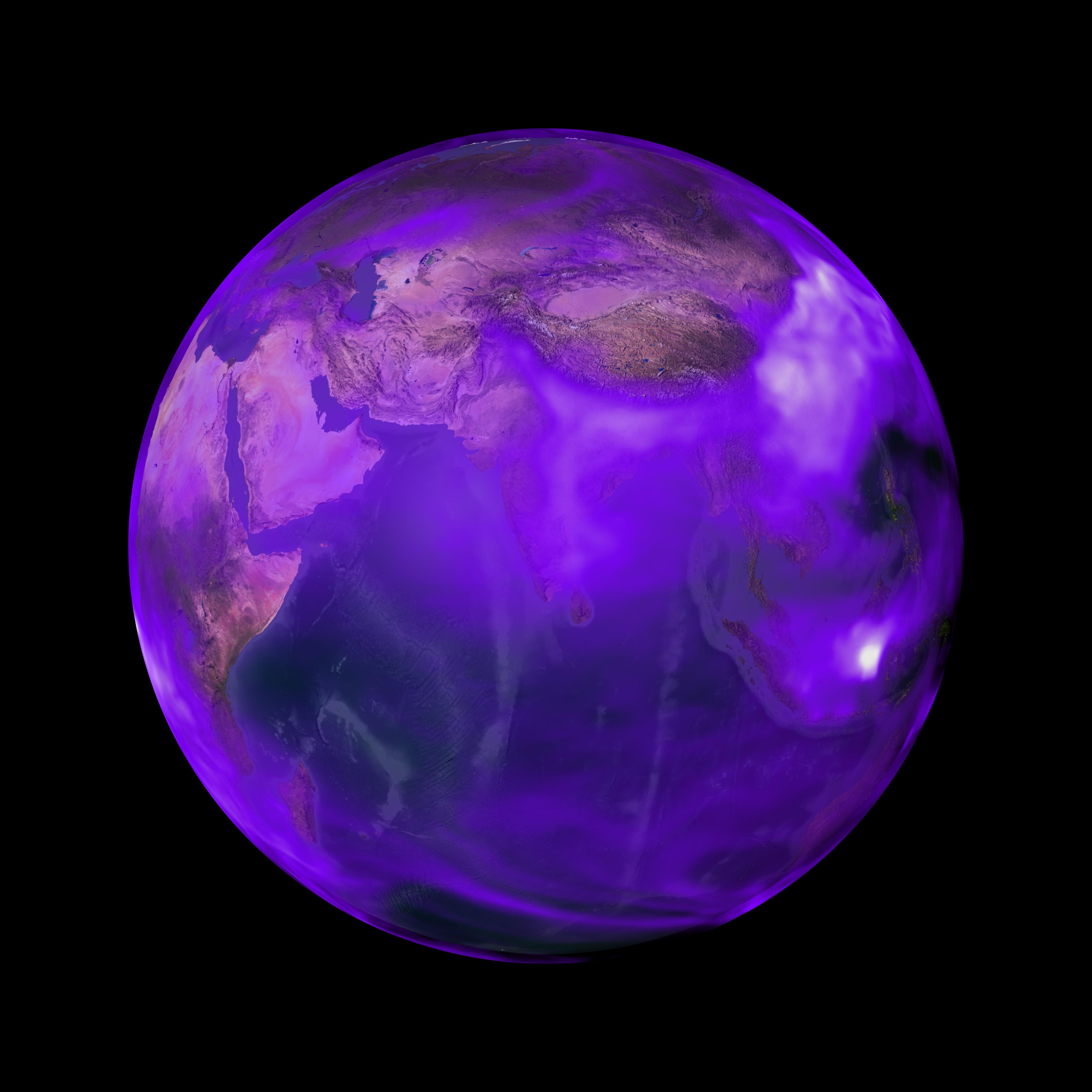
El sutge és a tot el món però amb el major impacte a Àsia
- Acumulació de carboni a la base de l'Himàlaia
- El sutge viatja amb el vent i s'acumula a l'altiplà tibetà i els peus de l'Himàlaia